# Saidjahus leucocephalus
Saidjahus leucocephalus är en kräftdjursart som först beskrevs av Gustav Budde-Lund 1894.  Saidjahus leucocephalus ingår i släktet Saidjahus och familjen Eubelidae. Inga underarter finns listade i Catalogue of Life.